# وينتر بارك (كولورادو)
وينتر بارك (بالإنجليزية: Winter Park, Colorado)‏ هي بلدة تقع في مقاطعة غراند، كولورادو بولاية كولورادو في الولايات المتحدة. تأسست عام 1978، تبلغ مساحتها 20.9 (كم²)، وترتفع عن سطح البحر 2780 م، بلغ عدد سكانها 999 نسمة في عام 2010 حسب إحصاء مكتب تعداد الولايات المتحدة وتصل الكثافة السكانية فيها 31.7 نسمة/كم2.

## وصلات خارجية
- Town of Winter Park
- The US50 - Cities and Towns in Colorado State
- Colorado Cities and Towns, Facts, Map, Flag, Colleges, Government, and More